# Handball-Regionalliga West 1971/72
Die Saison 1971/1972 der Handball-Regionalliga West der Männer war die 3. in ihrer Geschichte. Insgesamt 16 Mannschaften in einer Nord- und einer Südstaffel spielten um die westdeutsche Meisterschaft. Die beiden ersten jeder Staffel spielten um den Titel des Westdeutschen Meisters 1972.
In die Oberligen mussten mit dem Schalksmühler TV (Westfalen) und dem VfL Gummersbach II (Mittelrhein) zwei Mannschaften absteigen.

## Tabelle

### Staffel Nord
| Pl. | Verein                       | Sp | Tore    | Diff. | Punkte |
| --- | ---------------------------- | -- | ------- | ----- | ------ |
| 1.  | VfL Eintracht Hagen (N)      | 14 | 257:220 | +37   | 20:8   |
| 2.  | TuS Eintracht Minden         | 14 | 184:182 | +2    | 18:10  |
| 3.  | MTV Mülheim a.d. Ruhr        | 14 | 186:205 | −19   | 14:14  |
| 4.  | LTV Wuppertal                | 14 | 228:233 | −5    | 13:15  |
| 5.  | MTV Rheinwacht Dinslaken (N) | 14 | 204:213 | −9    | 13:15  |
| 6.  | SC Münster 08                | 14 | 215:225 | −10   | 13:15  |
| 7.  | TV Oppum 1894 (A)            | 14 | 243:228 | +15   | 11:17  |
| 8.  | Schalksmühler TV (M)         | 14 | 219:230 | −11   | 10:18  |

### Staffel Süd
| Pl. | Verein                   | Sp | Tore    | Diff. | Punkte |
| --- | ------------------------ | -- | ------- | ----- | ------ |
| 1.  | TV 05 Mülheim            | 14 | 225:184 | +41   | 23:5   |
| 2.  | Bayer 04 Leverkusen (N)  | 14 | 240:180 | +60   | 19:9   |
| 3.  | DJK Burtscheider TB      | 14 | 207:196 | +11   | 16:12  |
| 4.  | TV 08 Kärlich            | 14 | 203:200 | +3    | 15:13  |
| 5.  | TSV Alemannia Aachen     | 14 | 196:188 | +8    | 14:14  |
| 6.  | Turnerschaft Bendorf (N) | 14 | 228:241 | −13   | 11:17  |
| 7.  | ESV Olympia Köln         | 14 | 172:220 | −48   | 10:18  |
| 8.  | VfL Gummersbach II       | 14 | 202:264 | −62   | 4:24   |

## Meisterschafts-Play-off
TuS Eintracht Minden – TV 05 Mülheim 12:11, 8:12

Bayer 04 Leverkusen – VfL Eintracht Hagen 15:12, 14:16
TV 05 Mülheim – Bayer 04 Leverkusen 15:14, 13:17

Bayer 04 Leverkusen damit Westdeutscher Meister 1972.

## Aufstiegsspiele zur Bundesliga
Bayer 04 Leverkusen – TV Grambke Bremen 17:18, 20:27
Bayer 04 Leverkusen verbleibt damit in der Regionalliga West.

## Entscheidungen
|     | Qualifikation Finalspiele um die Westdeutsche Meisterschaft |
|     | Abstieg in die Oberligen                                    |
| (A) | Absteiger aus der Bundesliga der letzten Saison             |
| (N) | Aufsteiger der letzten Saison                               |

Aufsteiger aus den Oberligen zur nächsten Saison:
- SC Herford (Westfalen)
- TUSEM Essen (Niederrhein)
- OSC 04 Rheinhausen (Niederrhein; nach Relegationsrunde)
- HSV Bocklemünd (Mittelrhein)
- TV 1913 Urmitz (Rheinland)
- HG Idar-Oberstein (Rheinland; nach Relegationsrunde)

Wegen der Erweiterung der Staffeln wurde eine Relegation der Siebten der Regionalliga und der vier Vizemeister der Oberligen um vier Regionalligaplätze ausgespielt. TV Oppum und Olympia Köln hielten die Klasse, OSC Rheinhausen und Idarer TV stiegen auf, Teutonia Riemke (Westfalen) und TV Kuchenheim (Mittelrhein) schafften den Aufstieg nicht.